# Barygenys atra
Espèce
Synonymes
- Xenorhina atra Günther, 1896

Statut de conservation UICN

 LC  : Préoccupation mineure
Barygenys atra est une espèce d'amphibiens de la famille des Microhylidae.

## Répartition
Cette espèce est endémique des provinces de Morobe et d'Oro (province nord) en Papouasie-Nouvelle-Guinée. Elle est présente jusqu'à 700 m d'altitude,.

## Description
Barygenys atra mesure environ 40 mm. Son dos est noir avec une fine ligne médiane grisâtre.

## Publication originale
- Günther, 1896 : Description of a new Toad (Xenorhina) from New Guinea. Novitates Zoologicae, vol. 3, p. 184 (texte intégral).